# Paul Böckelmann
Paul Böckelmann (Dresde, 20 de junio de 1987) es un deportista alemán que compitió en piragüismo en la modalidad de eslalon. Ganó dos medallas de plata en el Campeonato Europeo de Piragüismo en Eslalon de 2012.

## Palmarés internacional
| Campeonato Europeo | Campeonato Europeo   | Campeonato Europeo | Campeonato Europeo |
| Año                | Lugar                | Medalla            | Competición        |
| ------------------ | -------------------- | ------------------ | ------------------ |
| 2012               | Augsburgo (Alemania) | Medalla de plata   | K1 individual      |
| 2012               | Augsburgo (Alemania) | Medalla de plata   | K1 por equipos     |